# Эдмонтон Элкс
Эдмонтон Элкс (англ. Edmonton Elks) — профессиональный команда, играющая в канадский футбол и выступающая в Западном дивизионе Канадской футбольной лиги. Клуб базируется в городе Эдмонтон, Альберта, Канада. Домашние матчи играет на «Стадионe Содружества». Клуб основан в 1949 году как Эдмонтон Эскимос (англ. Edmonton Eskimos), однако в 1895 году в городе уже была команда с таким названием. «Элкс» являются одними из самых успешных клубов КФЛ и завоёвывали Кубок Грея 13 раз, включая три раза подряд с 1954 по 1956 год, пять раз подряд с 1978 по 1982 года. В последний раз команда становилась победителем КФЛ в 2005 году.
«Элкс» принадлежит рекорд Северо-американский спортивных лиг: команда 34 раза подряд с 1972 по 2005 года выходила в игры плей-офф. Клуб также является рекордсменом лиги по количеству чемпионских титулов в дивизионе современности — 21 раз.
Футбольный клуб Эдмонтон Элкс является одним из трёх клубов КФЛ, находящихся в общественной собственности (остальные два «Саскачеван Рафрайдерс» и «Виннипег Блу Бомберс») и у команды 80 акционеров.
Они были известны как Эдмонтон Эскимос до 2021 года, когда сменили название на Элкс в связи с его оскорбительностью.